# Compact HTML
Compact HTML（こんぱくとえいちてぃーえむえる、cHTML）は、携帯電話やPHS、PDA向けに表示可能なウェブページを作成する際に使用するHTMLに似たマークアップ言語。CHTML、コンパクトHTML、iモード対応HTML（iHTMLとも称する）などとも言う。

## 仕様
文法は基本的にHTML3.2とそれ以前のサブセットである。したがって、フルセットのブラウザ（フルブラウザ）と下位互換性がある。
狭いディスプレイでは表示できない要素などの不要なものが省かれている。また、データ転送量の削減のため、タグ自体の表記も短い文字列になっている。
文字コードはShift_JISだけに対応しており、半角カナの使用が認められている。画像データは、当初はGIF形式だけが利用でき、その後、端末によってはJPEGやPNG画像に対応した。

## 沿革
NTTドコモのiモードにもCompact HTMLとほとんど同じ言語が採用されている。iモード対応HTMLでは、電話番号へのリンクを埋め込む機能（tel要素）などが追加されている。
WAP2.0の規格制定にあたっては、玉虫色的妥協が図られ、コンテンツ記述言語として WML, cHTML, XHTML Mobile Profile(XHTML/MP) の3つが併記された。

## cHTML形式のメール
携帯電話・PHSのメールにおいて cHTML の編集・表示に対応したサービス・端末も提供されている。
- デコメール （NTTドコモ）
- デコレーションメール (au)
- デコレメール（旧称：アレンジメール） （ソフトバンクモバイル）
- デコラティブメール （ウィルコム）